# Danneskiold (Adelsgeschlecht)

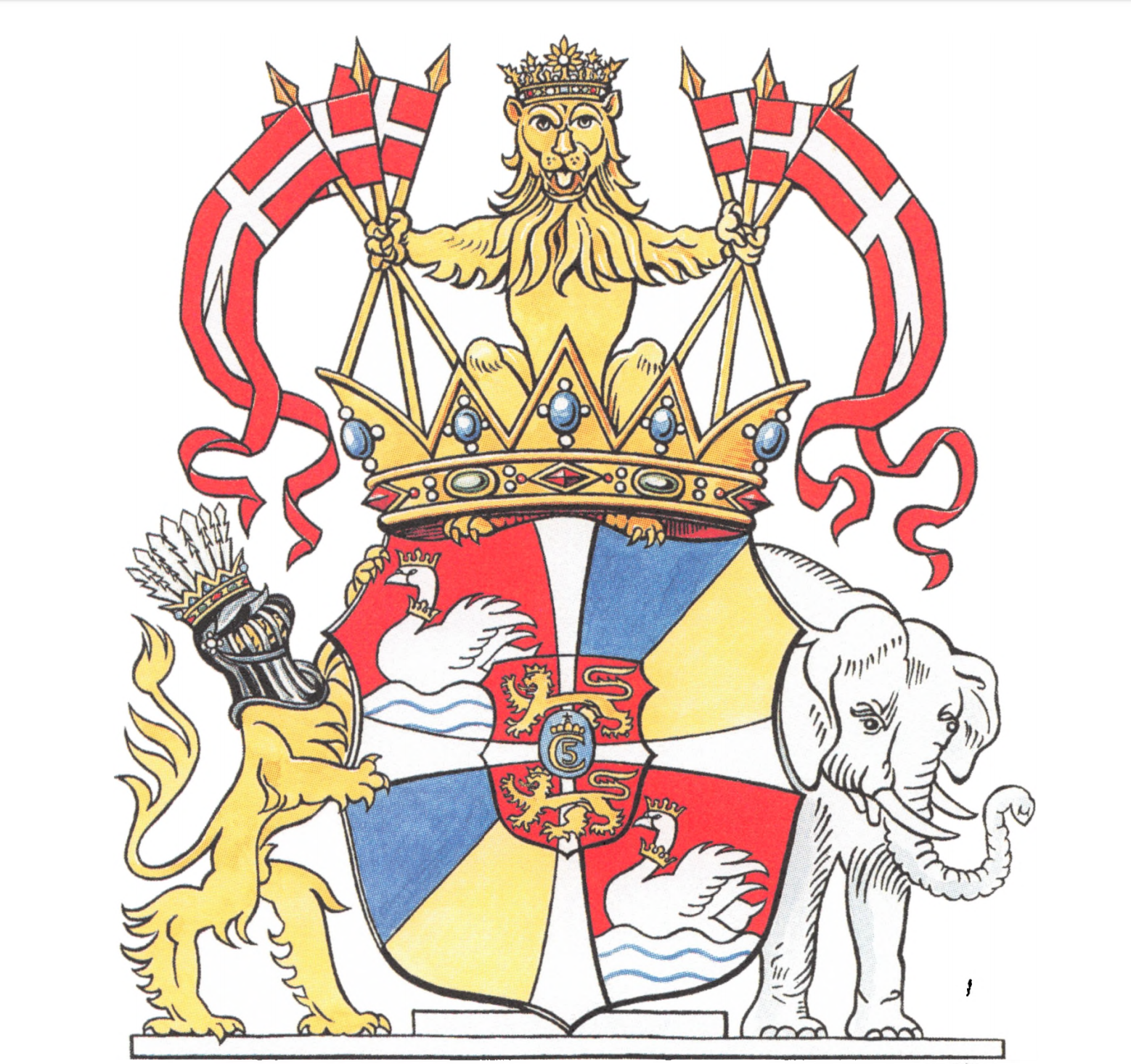
Wappen der Grafen Danneskiold-Samsøe

Danneskiold (auch Danneskjold) war der Name mehrerer dänischer Adelsgeschlechter, die auf unebenbürtige Linien des Hauses Oldenburg beruhen. Von den drei Linien blüht heute noch die Linie der Grafen Danneskiold-Samsøe, die Christian Gyldenløve, einen unehelichen Sohn des dänischen Königs Christian V. und seiner Mätresse Sophie Amalie Moth gründete. In der Rangordnung des Königreichs Dänemark haben die Grafen Danneskiold-Samsøe nach den Grafen von Rosenborg in der 1. Klasse Vortritt gegenüber den Lehnsgrafen die in der 2. Klasse rangieren. Als königliche Nachkommen steht ihnen die Anrede Exzellenz zu. Aktuelles Familienoberhaupt ist Mikkel Archibald Valdemar Christian Lensgreve Danneskiold-Samsøe (* 1971).

## Geschichte
Der Name Gyldenløve war den außerehelichen Kindern der dänischen Könige vorbehalten. Ihre Nachkommen waren adelig und erhielten den Namen Danneskiold. Von den drei unebenbürtigen Linien blüht heute noch die Linie der Grafen Danneskiold-Samsøe.

### Danneskiold-Løvendal
Graf Ulrich Friedrich Gyldenløve (1638–1704) war der uneheliche Sohn des dänischen Königs Friedrich III. (1609–1670) und seiner Mätresse Margrethe Pape (1620–1684), welche später zur Baronin von Løvendal erhoben wurde. Aus seiner heimlichen Ehe mit Sophie Urne, die 1660 aufgelöst wurde, ging der Sohn Woldemar Freiherr von Løvendal (1660–1740) hervor. Ein Nachkomme erhielt 1786 ein Patent zur Führung des Namens Danneskiold-Løvendal. Die Familie erlosch 1829.

### Danneskiold-Laurvig

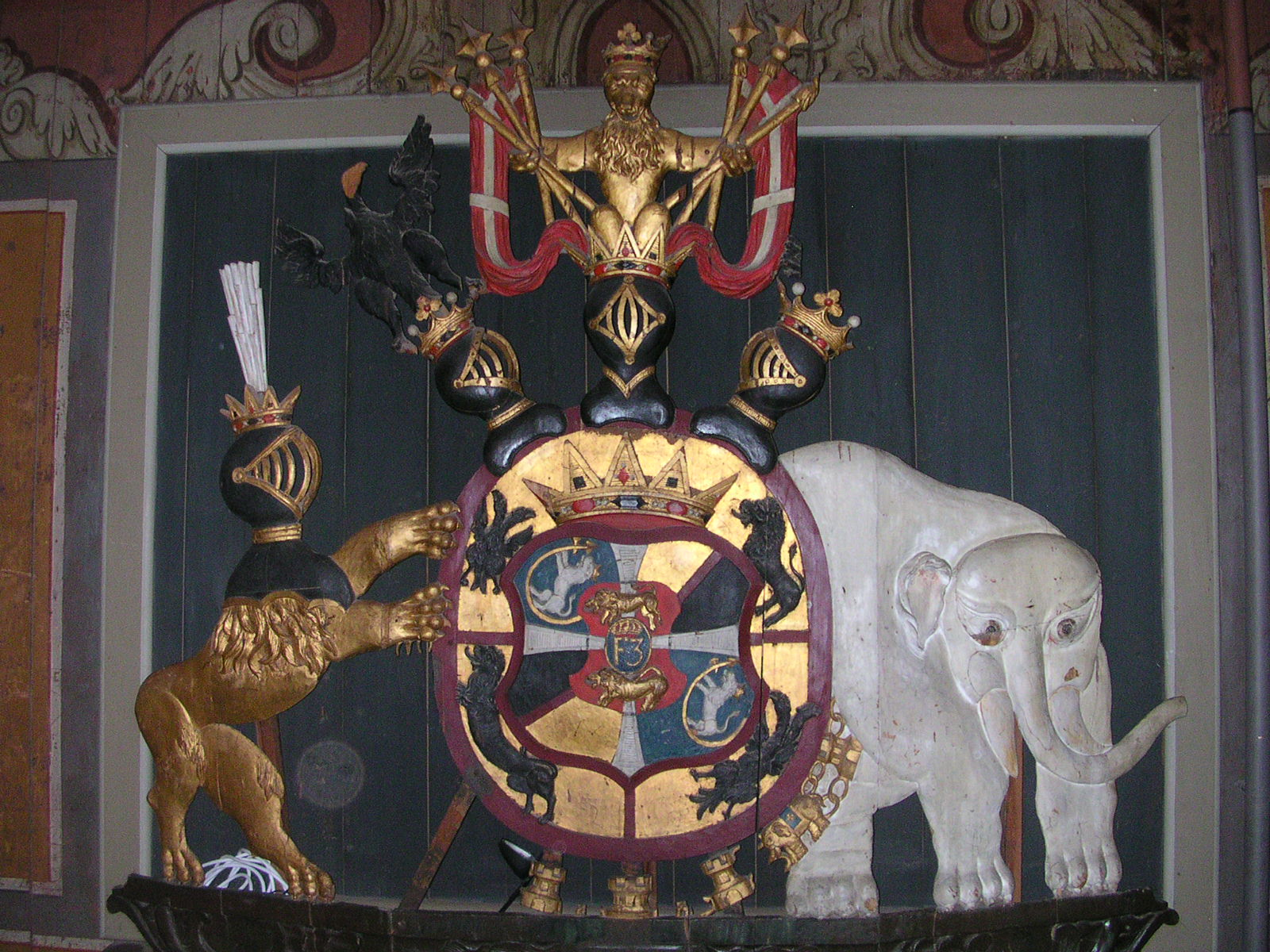
Wappen der Grafen Danneskiold-Laurvig

Aus der dritten standesgemäßen Ehe mit Gräfin Antoinette Augusta von Aldenburg (1660–1701) hatte Ulrich Friedrich Gyldenløve vier weitere Kinder die den Namen Danneskiold-Laurvig führten. Der Zweig erlosch 1783.

### Danneskiold-Samsøe
König Christian V. (1646–1699) zeugte mit seiner Mätresse Sophie Amalie Moth (1654–1719), auf die er schon als 22-Jähriger aufmerksam geworden war, fünf außereheliche Kinder, die er alle 1679 öffentlich anerkannte und unter dem Namen Gyldenløve in den Grafenstand erhob. Er verlieh ihr den Titel Gräfin von Samsø und gestattete ihr eine Apanage. Nach dem Tod des Königs lebte sie zurückgezogen auf ihrem Gut Jomfruens Egede in der Øster Egede Sogn auf Seeland, das sie bereits 1674 gekauft hatte. Sie starb dort 1719. Graf Christian Gyldenløve (1674–1703), vermählte sich 1696 in erster Ehe mit Gräfin Charlotte Amalie Danneskiold-Laurvig (1682–1699). Wegen der Abstammung und des Namens der ersten Ehefrau führten die agnatischen Nachkommen den Namen Danneskiold-Samsøe.

## Besitzungen

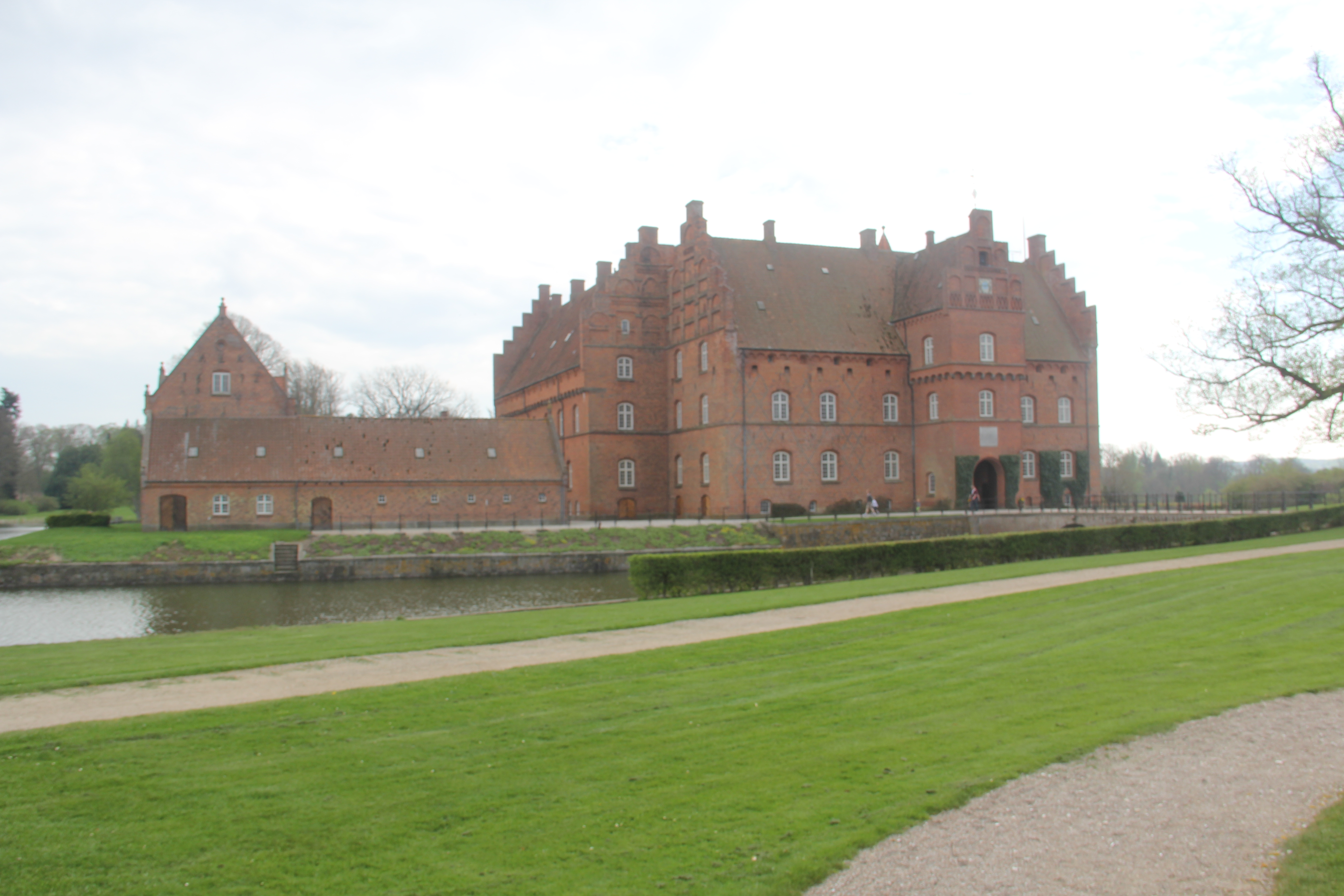
Kloster Gisselfeld

1699 erwarb Christian Gyldenløve das Gut Gisselfeld bei Haslev auf der Insel Seeland, eines der größten Landgüter Dänemarks. In seinem Testament verfügte er die Umwandlung Gisselfelds in ein Kloster für adelige Jungfrauen mit Äbtissin. Die Bestimmungen traten erst nach dem Tode seiner Witwe 1754 in Kraft. Gisselfeld war kein Kloster im herkömmlichen Sinne, die eingeschriebenen Klosterdamen hatten dort kein Wohnsitz, erhielten aber von den Einkünften eine jährliche Auszahlung. Die Familie Danneskiold-Samsøe führt bis heute das Gut als Hauptdirektoren.

## Namensträger
- Christian Conrad Danneskiold-Laurvig (1723–1783), dänischer Admiral
- Christian Danneskiold-Samsøe (1702–1728) war ein dänischer Kammerherr, Geheimer Rat und Bibliothekar
- Christian Conrad Sophus Danneskiold-Samsøe (1774–1823), dänischer Magistrat, Bezirkshauptmann und Geheimer Konferenzrat
- Friedrich Danneskiold-Samsøe (1703–1770), dänischer Staatsmann und General
- Friedrich Christian Danneskiold-Samsøe (1722–1778), dänischer geheimer Rat, Kammerherr und Generalpostmeister
- Henriette Danneskiold-Samsøe (1776–1843), dänische Unternehmerin
- Louise Sophie Danneskiold-Samsøe (1796–1867), Herzogin von Schleswig-Holstein-Sonderburg-Augustenburg